# Brita Snellman

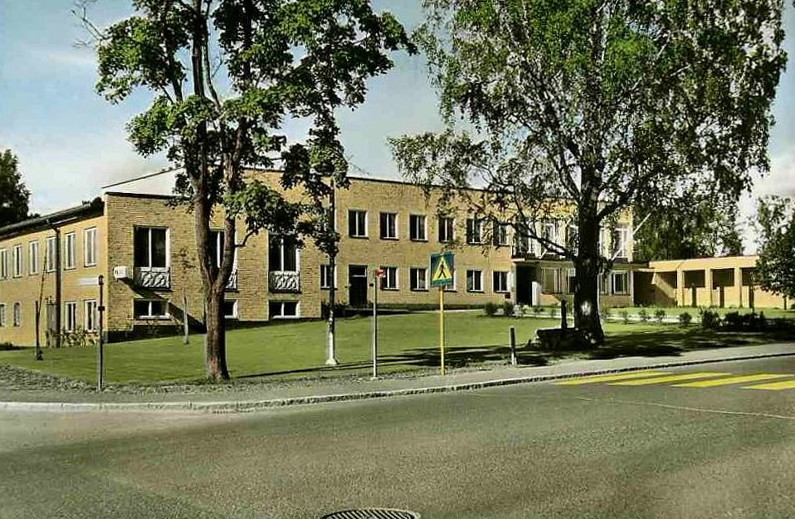
Kommunalkontoret Hällefors tillsammans med Dag Ribbing.

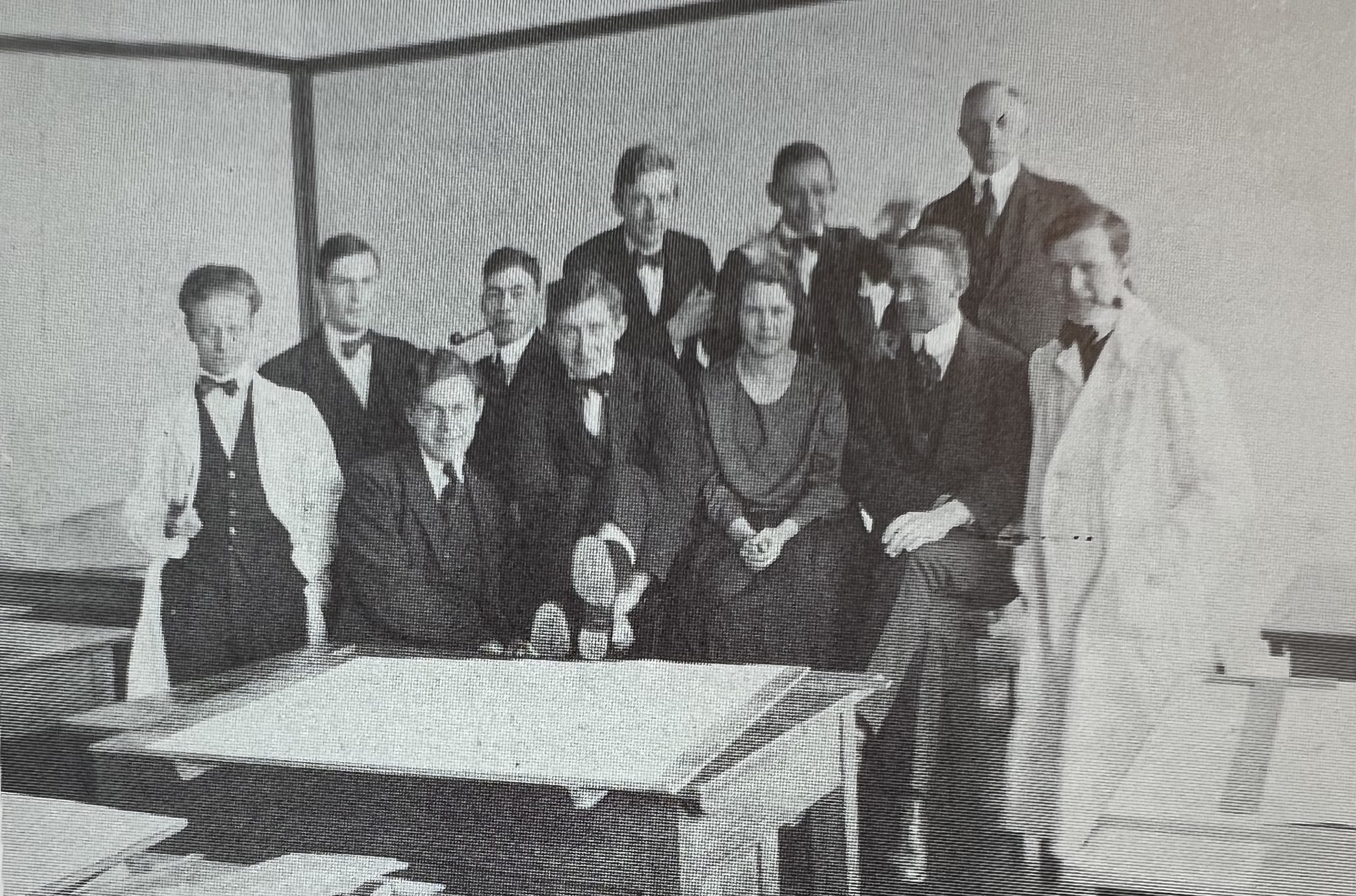
Brita Snellman med kurskamrater på KTH.

Brita Ribbing, född Snellman 21 maj 1901 i Stockholm, död 9 juni 1978 i Stockholm, var en svensk arkitekt.
Snellman blev 1920 antagen som specialstuderande i arkitektur vid Kungliga Tekniska högskolan (KTH). KTH:s stadgar specificerade vid denna tid att utbildningen var öppen för ”unga män”, så kvinnor kunde endast antas efter individuell dispens. Före Snellman hade sex andra kvinnor beviljats dispens, med Agnes Magnell som den första år 1897. Året efter Snellman påbörjade sina studier, 1921, ändrades regelverket så att kvinnor kunde bli ordinarie studerande vid KTH. Snellman, som redan fanns på plats KTH, blev därför den första av dessa.
Snellman tog arkitektexamen 1924 och fick anställning som arkitekt hos Ragnar Hjorth, men började två år senare arbeta ihop med arkitekten Dag Ribbing, som hon då gift sig med. Hon utförde senare även arkitektuppdrag tillsammans med sin son Lennart Ribbing. Bland hennes arbeten märks kommunalhus och pensionärsbostäder i Hällefors, som hon ritade tillsammans med maken Dag Ribbing och en villa i Ottenby på Öland.
Hon var syster till arkitekten Ulf Snellman.